# Gibbolauxania elegans
Gibbolauxania elegans är en tvåvingeart som beskrevs av Papp och Silva 1995. Gibbolauxania elegans ingår i släktet Gibbolauxania och familjen lövflugor.
Artens utbredningsområde är Peru. Inga underarter finns listade i Catalogue of Life.